# Белоопашата лястовица
Белоопашатата лястовица (Hirundo megaensis) е вид птица от семейство Лястовицови (Hirundinidae). Видът е световно застрашен, със статут Уязвим.

## Разпространение
Видът е разпространен в Етиопия.